# Richard Warwick
Richard Carey Winter (ur. 29 kwietnia 1945 w Meopham, zm. 16 grudnia 1997 w St John's Wood) – brytyjski aktor filmowy, telewizyjny i teatralny.

## Życiorys
Urodził się na wsi Meopham w Anglii, w hrabstwie Kent, jako trzeci z czterech synów. Jego ojciec Richard Carey Winter był inżynierem lotniczym. Był uczniem Dean Close School w Cheltenham. W 1966 ukończył Royal Academy of Dramatic Art.
Swoje pierwsze role sceniczne grał w National Theatre pod kierunkiem Laurence’a Oliviera w The Old Vic, w tym jako Blackamoor, służący Sir Sampsona w komedii Williama Congreve’a Miłość dla miłości (Love for Love, 1965-66), jako Townsfolk / sierżant / żołnierz w dramacie Aleksandra Ostrowskiego Burza (Storm, od 18 października 1966 do 14 kwietnia 1967) i sztuce Augusta Strindberga Taniec śmierci u boku Lawrence’a Oliviera, Geraldine McEwan i Anthony’ego Hopkinsa.
W 1967 wystąpił po raz pierwszy na szklanym ekranie jako Peter Baxter w jednym z odcinków serialu ITV ITV Playhouse – pt. I Love You Miss Patterson. Rok potem zadebiutował w ekranizacji tragedii szekspirowskiej Romeo i Julia (Romeo and Juliet, 1968) w reżyserii Franco Zeffirelliego. W filmie Lindsaya Andersona Jeżeli... (if...., 1968) u boku Malcolma McDowella zagrał Wallace’a, jednego z krzyżowców. Film miał swoją londyńską premierę 19 grudnia 1968.  
Grał Uncasa w serialu telewizyjnym BBC One Ostatni Mohikanin (The Last of the Mohicans, 1971). Stał się rozpoznawalny jako David Ffitchett-Brown w sitcomie Please Sir! (1971), a także w roli Phila, szwagra Laury (Judi Dench) w serialu komediowym London Weekend Television A Fine Romance (1981-1984). Jego ostatnią rolą był sługa John w adaptacji powieści Charlotte Brontë Jane Eyre (1996).
Zmarł 16 grudnia 1997 w St John's Wood w wieku 52 lat w wyniku komplikacji spowodowanych AIDS.

## Filmografia

### Filmy fabularne
| Rok  | Tytuł                                                               | Rola                            | Reżyser               |
| ---- | ------------------------------------------------------------------- | ------------------------------- | --------------------- |
| 1968 | Romeo i Julia (Romeo and Juliet)                                    | Gregory                         | Franco Zeffirelli     |
| 1968 | Jeżeli... (if....)                                                  | Wallace                         | Lindsay Anderson      |
| 1969 | Jednopokojowe mieszkanie (The Bed Sitting Room)                     | Allan                           | Richard Lester        |
| 1970 | Pierwsza miłość (Erste Liebe)                                       | porucznik Belowzorow            | Maximilian Schell     |
| 1970 | The Breaking of Bumbo                                               | Bumbo                           | Andrew Sinclair       |
| 1971 | Mikołaj i Aleksandra (Nicholas and Alexandra)                       | Grand Duke Dmitry               | Franklin J. Schaffner |
| 1972 | Przygody Alicji w Krainie Czarów (Alice's Adventures in Wonderland) | siódemka pik                    | William Sterling      |
| 1975 | Wyznania artysty (Confessions of a Pop Performer)                   | Petal (Kipper)                  | Norman Cohen          |
| 1976 | Sebastian (Sebastiane)                                              | Justin                          | Derek Jarman          |
| 1978 | Wielka gonitwa (International Velvet)                               | Tim                             | Bryan Forbes          |
| 1978 | Ciężarówka (Mannen i skuggan)                                       | Tornilla                        | Arne Mattsson         |
| 1979 | Burza (The Tempest)                                                 | Antonio, jej brat               | Derek Jarman          |
| 1982 | Mój najlepszy rok (My Favourite Year)                               | kierownik techniczny            | Richard Benjamin      |
| 1984 | Niebezpieczny Johnny (Johnny Dangerously)                           | więzień                         | Amy Heckerling        |
| 1990 | Biały myśliwy, czarne serce (White Hunter Black Heart)              | Basil Fields, brytyjski partner | Clint Eastwood        |
| 1990 | Hamlet                                                              | Bernardo                        | Franco Zeffirelli     |
| 1992 | The Lost Language of Cranes                                         | Frank                           | Nigel Finch           |
| 1996 | Jane Eyre                                                           | John                            | Franco Zeffirelli     |